# 4237 Раушенбах
4237 Раушенбах (4237 Raushenbakh) — астероїд головного поясу, відкритий 24 вересня 1979 року. 
Астероід названо на честь академіка Бориса Раушенбаха.
Тіссеранів параметр щодо Юпітера — 3,384.